# Pozemková renta
Pozemková renta je cena výrobního faktoru půdy. Je stanovena ve výši, kde se střetnou křivky nabídky a poptávky po půdě. Protože je nabídka půdy fixní, určuje výši převážně poptávka.